# San Luis (Baleares)

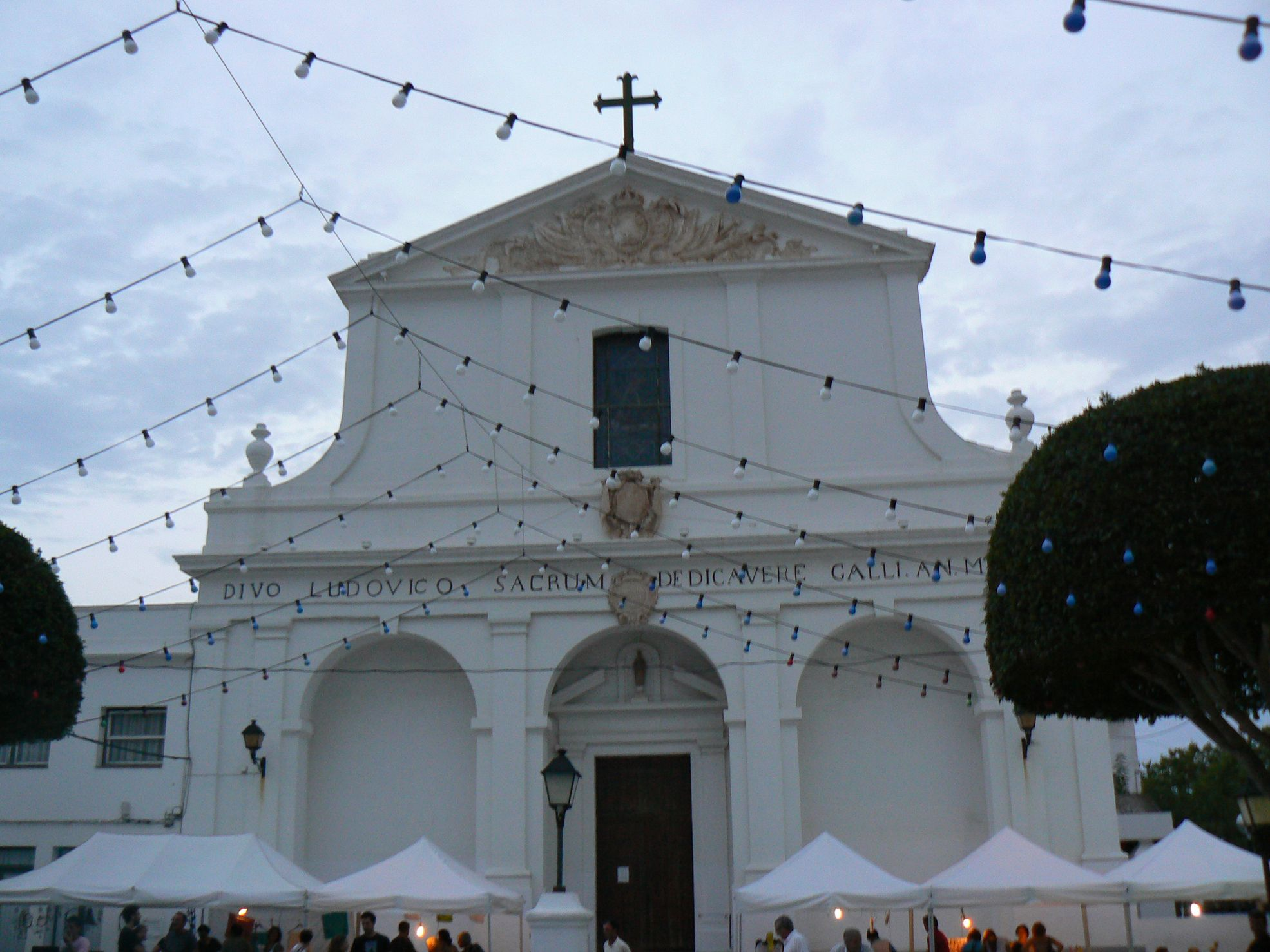
Iglesia de San Luis

San Luis (oficialmente en catalán: Sant Lluís) es una localidad y municipio español situado en el extremo suroriental de Menorca, comunidad autónoma de las Islas Baleares. A orillas del mar Mediterráneo, este municipio limita con los de Mahón y Villacarlos.
El municipio sanluisero es una de las cuatro entidades que componen la tradicional comarca de Mahón, y comprende los núcleos de población de San Luis —capital municipal—, El Algar (s'Algar), Punta Prima, Binibeca Nuevo (Binibèquer Nou), Pou Nou-Consell, Torret, Binibeca Viejo (Binibèquer Vell), Cala Binisafulla (Cala Binissafúller), Alcaufar, Binisafulla (Binissafúller), Son Ramey (Son Remei), Cap d'en Font, s'Uestra (s'Ullastrar), Son Gancho (Son Ganxo), Biniancolla y Torret de Abajo (Torret de Baix).

## Historia

### Fundación
San Luis es uno de los pueblos más jóvenes de la isla. Fue fundado durante la breve estancia de los franceses en Menorca durante el siglo XVIII en la zona antes denominada la Garriga de Binifadet al sureste de la isla. En honor al rey francés Luis IX (y para dejar constancia de su dominación) se fundó el pueblo. El 18 de abril de 1756, Domingo de Resurrección, en la playa de Santandria desembarcaron los doce mil soldados franceses al servicio del mariscal de Francia Duque de Richelieu, transportado en una flota por el almirante Galissonère. La expedición militar finalizó con el asentamiento del castillo de San Felipe y la rendición de los británicos. La idea de crear un nuevo pueblo vino de agrupar los caseríos que se encontraban esparcidos por la zona sureste de la geografía menorquina, después de sus intentos fallidos de otros proyectos como el del castillo de San Felipe en Mahón. 
El inicio de las obras del pueblo comenzó con la construcción de la iglesia del centro del pueblo en 1761 con protestas de los propietarios de las tierras de la Garriga que reclamaban sus derechos como propietarios a los capataces franceses. Se construyó la iglesia en honor al rey francés Luis IX. El año siguiente la corte francesa autorizó al gobernador de la isla, Conde de Lannion, la parcelación de los terrenos adyacentes a la iglesia para la construcción de viviendas. El pueblo se construyó al estilo neoclásico de la época, un trazado ortogonal, incluyendo los nombres de las calles (actualmente los nombres se conservan como recuerdo de la fundación francesa).
Los franceses no pudieron ver acabada su obra, ya que por el Tratado de París, en 1763 tuvieron que entregar la isla a los británicos, que volvieron a dominar la isla. En el siglo XIX Menorca volvió a pasar a España por el Tratado de Amiens por el cual los británicos devolvían la isla a la Corona española. San Luis estuvo unido administrativamente a Mahón, excepto periodos constitucionales del siglo XIX. Fue el 7 de junio de 1904 cuando San Luis pasó a ser un municipio de pleno derecho.

### Primera mitadsigloXX
Durante la primera mitad del siglo XX, Menorca estuvo al margen de los acontecimientos mundiales así como de la I Guerra Mundial y la II Guerra Mundial. Pero la guerra civil española afectó a toda Menorca, que se mantuvo fiel a la República y recibió bombardeos de las fuerzas italianas. San Luis no estuvo al margen de todo esto. Muchas personas que vivieron la época recuerdan con miedo aquellos años, sobre todo por la represión que se mantuvo durante toda la dictadura. Durante los años siguientes, así como ocurrió en toda España, San Luis tuvo grandes problemas para subsistir. En el periodo anterior a la guerra civil, así como en los años posteriores a ésta, la principal actividad económica era el campo. La agricultura y la ganadería fueron las principales actividades del pueblo y sus alrededores, sobre todo para el consumo local.

### Democracia y actualidad
Con la instauración de la democracia en España, Menorca tuvo un gran impulso económico con la entrada del turismo a la isla. Hasta entonces, a diferencia de las otras islas del archipiélago balear, Menorca por ser un lugar estratégico militar, lo tuvo prohibido durante la dictadura. San Luis se benefició mucho de este hecho. La expansión de las urbanizaciones como Punta Prima, El Algar, Binibeca Viejo y Binisafulla y de los pequeños pueblos pesqueros ya existentes como Alcaufar en la costa del municipio durante finales del franquismo y años siguientes ha hecho del pueblo y alrededores un punto turístico muy importante y con gran potencial. 
Hoy en día San Luis está en constante crecimiento demográfico y estructural. Su oferta turística y cultural es muy amplia.

## Geografía

### Núcleos urbanos
El municipio menorquín se compone por varios núcleos urbanos. Por una parte está la localidad que da nombre al municipio, que es además el núcleo más importante del mismo. Además existen pequeños núcleos tradicionales y en la costa las nuevas urbanizaciones.

#### Núcleos tradicionales
Son pequeñas agrupaciones que se encuentran cerca del pueblo. Son zonas rurales con casas de campo típicas menorquinas.
- Pou Nou-Consell
- Torret
- S'Uestra (S'Ullastrar)

#### Núcleos nuevos
Estos núcleos se han expandido durante las últimas décadas. La mayoría se caracterizan por encontrarse cerca del mar. En ellas se encuentran las zonas más turísticas del municipio balear. 
- Alcaufar
- El Algar (s'Algar)
- Biniancolla
- Binibeca Nuevo (Binibèquer Nou)
- Binibeca Viejo (Binibèquer Vell)
- Binisafulla (Binissafúller)
- Cala Binisafulla (Cala Binissafúller)
- Cap d'en Font
- Punta Prima
- Son Gancho (Son Ganxo)
- Son Ramey (Son Remei)
- Torret de Abajo (Torret de Baix)

## Demografía
San Luis cuenta con una población de 7130 habitantes (INE 2024).
| Gráfica de evolución demográfica de San Luis entre 1842 y 2021 |
| |
| Población de derecho según los censos de población del INE Población de hecho según los censos de población del INEEn estos censos se denominaba San Luis: 1920, 1930, 1940, 1950, 1960, 1970 y 1981 Entre el censo de 1910 y el anterior, aparece este municipio porque se segrega del municipio Mahón Entre el censo de 1857 y el anterior, este municipio desaparece porque se integra en el municipio Mahón |

## Administración y política
| Partido político                                                    | 2023  | 2023  | 2023       | 2019  | 2019  | 2019       | 2015  | 2015  | 2015       | 2011  | 2011  | 2011       | 2007  | 2007  | 2007       |
| Partido político                                                    | %     | Votos | Concejales | %     | Votos | Concejales | %     | Votos | Concejales | %     | Votos | Concejales | %     | Votos | Concejales |
| Partido Popular (PP)                                                | 41,17 | 1131  | 6          | 32,10 | 909   | 4          | 41,61 | 1124  | 6          | 48,39 | 1278  | 7          | 33,55 | 831   | 5          |
| Partit Socialista de les Illes Balears (PSIB-PSOE)                  | 25,26 | 694   | 3          | 29,81 | 844   | 4          | 17,88 | 483   | 2          | 26,69 | 705   | 4          | 36,82 | 912   | 5          |
| Volem Sant Lluís                                                    | 21,00 | 577   | 3          | 20,24 | 573   | 3          | 30,03 | 811   | 4          | —     | —     | —          | —     | —     | —          |
| Per Balears (PERxB)                                                 | 10,19 | 280   | 1          | —     | —     | —          | —     | —     | —          | —     | —     | —          | —     | —     | —          |
| Proposta per les Illes (PI)                                         | —     | —     | —          | 9,36  | 265   | 1          | 7,55  | 204   | 1          | —     | —     | —          | —     | —     | —          |
| Ciudadanos (CS)                                                     | —     | —     | —          | 6,81  | 193   | 1          | —     | —     | —          | —     | —     | —          | —     | —     | —          |
| Partit Socialista de Mallorca (PSM)-Els Verds de Menorca            | —     | —     | —          | —     | —     | —          | —     | —     | —          | 7,38  | 195   | 1          | 19,86 | 492   | 2          |
| Esquerra de Menorca (EM)-Esquerra Unida de les Illes Balears (EUIB) | —     | —     | —          | —     | —     | —          | —     | —     | —          | 7,35  | 194   | 1          | 7,06  | 175   | 1          |
| Ciutadans en Blanc (CENB)                                           | —     | —     | —          | —     | —     | —          | —     | —     | —          | 4,88  | 129   | 0          | —     | —     | —          |
| Unió Menorquina (UMe)                                               | —     | —     | —          | —     | —     | —          | —     | —     | —          | 2,50  | 66    | 0          | —     | —     | —          |

## Cultura

### Fiestas
San Luis celebra sus fiestas patronales, dedicadas a San Luis IX, antiguo rey de Francia, el último fin de semana de agosto. En las fiestas de esta localidad se celebran los típicos jaleos: uno el sábado por la tarde y otro el domingo por la mañana.
Además del típico jaleo con caballos, se organizan varios eventos durante los cuatro días de fiesta como conciertos, carrozas, orquestas y un espectacular castillo de fuegos artificiales. En estas fiestas son muchas las personas que vienen de otros pueblos, incluso de la península y turistas para disfrutar de las fiestas.
La semana siguiente se celebran las fiestas menores de Sant Lluïsset, con menos actividades y dirigidas especialmente a la gente del pueblo. Lo más destacable el jaleo del sábado por la noche y las carreras de burros del domingo por la mañana.